# بقعسم
بقعسم بلدة سورية تقع في محافظة ريف دمشق، تتبع إدارياً لناحية سعسع في منطقة قطنا. وهي من قرى جبل حرمون (جبل الشيخ)، تقع على ارتفاع 1500 م عن سطح البحر.
يبلغ تعداد سكان البلدة 2148 حسب احصاء 2004 م.
توجد بالقرب منها بعض الآثار القديمة. تحيط بها القرى والبلدات التالية: قلعة جندل - خربة عين سكر - خربة السودا - ريمة.